# Thermotogaceae
Familia de microorganismos del dominio Bacteria, phylum Thermotogae, clase Thermotogae, orden Thermotogales.

## Taxonomía
Géneros:[cita requerida]
Género Fervidobacterium
Género Geotoga
Género Petrotoga
Género Thermosipho
Género Thermotoga